# حكومة عبد الله اليافي السابعة
الحكومة اللبنانية الرابعة والعشرون بعد الاستقلال، والتاسعة بعهد الرئيس كميل شمعون، وهي سابع حكومة يترأسها عبد الله اليافي (الخامسة بعد الاستقلال). شكلت الحكومة بموجب المرسوم رقم 12478 بتاريخ 8 حزيران / يونيو 1956، ونالت الثقة ب30 صوتاً ضد 5 أصوات وامتناع 2. واستقالت الحكومة بتاريخ 18 تشرين الثاني 1956.

## أعضاء الحكومة
- عبد الله اليافي رئيساً لمجلس الوزراء ووزيراً للتصميم العام ووزيراً للداخلية.
- محمد صبرا وزيراً للأشغال العامة ووزيراً للأنباء.
- فؤاد نقولا غصن وزيراً للبرق والبريد والهاتف ووزيراً للتربية الوطنية.
- سليم لحود وزيراً للخارجية والمغتربين.
- مجيد أرسلان وزيراً للدفاع الوطني.
- جوزيف سكاف وزيراً للزراعة.
- نزيه البزري وزيراً للشئون الاجتماعية ووزيراً للصحة العامة.
- ألفرد جورج النقاش وزيراً للعدلية.
- جورج كرم وزيراً للمالية.
- صائب سلام وزير دولة.

## وصلات خارجية
- موقع رئاسة مجلس الوزراء الرسمي